# أتينيا (آن)
أتينيا (بالفرنسية: Attignat)‏ هي بلدية فرنسية تقع في إقليم آن في فرنسا. رمز إنسي لها هو:1024. أما الرمز البريدي لها فهو: 1340.